# Piero Guarino
Piero Guarino (Alessandria d'Egitto, 20 giugno 1919 – Rovereto, 23 maggio 1991) è stato un pianista, direttore d'orchestra e compositore italiano.

## Biografia
Piero Guarino nasce il 20 giugno 1919 ad Alessandria d'Egitto. Il suo interesse per la musica si manifesta in anni precoci in seno alla famiglia, fin da piccolo si dedica allo studio del pianoforte. Effettua studi classici presso Istituti di lingua francese.
Tra il 1936 e il 1939 studia al Conservatorio di Atene, pianoforte con Antonio Scocos e composizione con Giorgio Sclavos. Si diploma in pianoforte con medaglia d'oro, la prima dopo Gina Bachauer, il Presidente di Commissione è Dimitri Mitropoulos.
Tra il 1940 e il 1943 studia all'Accademia di Santa Cecilia a Roma, dove frequenta il Corso di perfezionamento in pianoforte con Alfredo Casella, diplomandosi nel 1942, e il Corso di perfezionamento in musica d'insieme con Arturo Bonucci, diplomandosi nel 1943 (esame assieme a Elisa Pegreffi, con Vittorio Emanuele al violino e lo stesso Bonucci al violoncello).
Nel 1945 torna ad Alessandria dedicandosi per un quinquennio all'attività solistica (introduce in Egitto la musica contemporanea), all'insegnamento e alla formazione di una orchestra da camera invitando come solisti musicisti come Riccardo Brengola, Enrico Mainardi, Guido Agosti, Amedeo Baldovino, con i quali collabora anche come pianista. Nel 1950 fonda, di propria iniziativa, con l'aiuto di un gruppo di mecenati, il Conservatoire de Musique d'Alexandrie, poi riconosciuto e sovvenzionato dal Governo Egiziano, e lo dirige fino al 1960. Negli anni 1954-55-56 sono presidenti di commissione d'esame: Francis Poulenc, Jacques Ibert, Jean-Yves Daniel-Lesur. Il Conservatorio svolge anche un'attività concertistica con propria orchestra da camera e pubblica una rivista di lingua francese “Rythme” della quale è lui stesso redattore responsabile. 
Nel 1960 Si trasferisce in Italia, a Roma. Suona in diverse formazioni come il “Trio di Roma” (1960-62) con Lilia d'Albore, violino e Antonio Saldarelli, violoncello; il “Trio Guarino” (1963-67) con Karl Kraber, flauto e Donna Magendanz, violoncello; il “Duo Magendanz-Guarino” (dal 1963) con Donna Magendanz; il “Duo” con il violoncellista Enrico Mainardi.
Negli anni sessanta e settanta è direttore stabile dell'Orchestra da Camera dell'Accademia Musicale Napoletana (1960-73); direttore stabile del Complesso strumentale “L'Agostiniana”, associazione concertistica fondata a Roma e della quale cura anche la direzione artistica collaborando con Valentino Bucchi, Luciano Chailly, Roman Vlad, Enrico Mainardi, Jean-Yves Daniel-Lesur, Giorgio Federico Ghedini, Frédéric Gevers, Marielle Nordmann (1962-1964); direttore stabile dell'Orchestra da camera, complesso vocale e Teatro Musicale da camera della ”Associazione Pergolesiana”, fondata a Roma assieme a Valentino Bucchi, Luciano Chailly, Virgilio Mortari, Roman Vlad, Filippo Caffarelli, Tommaso Federici, Antonio Perez, Lucia Sardi. È direttore artistico dell'Associazione, con la collaborazione per il teatro della regista Vera Bertinetti (1967-74).
Nelle varie forme della sua attività concertistica (iniziata nel 1939 come solista e nel 1940 per la musica da camera) e di direttore d'orchestra (dal 1945) è presente nella maggior parte dei paesi europei e negli Stati Uniti d'America, oltre al Medio Oriente, registrando anche per emittenti radiofoniche e televisive. L'attività solistica ha sempre accompagnato gli altri impegni con momenti più o meno intensi e programmi spesso di prima esecuzione e con largo spazio alla musica francese centrata naturalmente su Debussy e Ravel.
Attivo anche come compositore, ha vinto nel 1944 un premio nazionale con un lavoro pianistico, nel 1983 un premio internazionale con una composizione corale (Tours, Francia) e nel 1990 una menzione speciale per un altro lavoro corale (Tours).
Tra il 1969 e il 1975 dirige il Conservatorio di Musica “Luigi Canepa” di Sassari, promuovendo dal 1970 una intensa attività divulgativa culturale-musicale, gli “Incontri Musicali” del Conservatorio, sovvenzionati dalla Regione Autonoma della Sardegna, circa 130 manifestazioni (conferenze illustrate quasi esclusivamente dal vivo da solisti e complessi sino all'orchestra sinfonica e coro, con la collaborazione di docenti del Conservatorio, di concertisti internazionali, e la graduale immissione di allievi nei complessi orchestrali). Da ricordare tra gli altri: l'oratorio Christus di Liszt (Sassari, Nuoro, Porto Torres), L'Oca del Cairo di Mozart presentata da Fedele d'Amico, Una notte in Paradiso di Bucchi (regie di Vera Bertinetti), le Suite di Bach (Mainardi). Nel 1971 invita per il loro primo concerto il Coro Polifonico Turritano che qualche anno dopo lo nomina Presidente Onorario.
Nel 1975 è nominato direttore del Conservatorio “Arrigo Boito” di Parma dove nel 1976 organizza le celebrazioni per il 150º anniversario della fondazione del Conservatorio. Gli “Incontri Musicali” incontrano molto favore e si inseriscono nella vita culturale della città. Sempre nel 1976 fonda in seno al Conservatorio di Parma il primo Liceo sperimentale quinquennale, la cui struttura è stata studiata sui presupposti di una riforma dei programmi musicali di studio.
Dal 1974 diventa membro della Società Italiana di Musicologia. Nel 1977 è eletto presidente della SIEM (Società Italiana per l'Educazione Musicale) succedendo al fondatore della società Carlo Delfrati. Nel 1978 organizza a Fermo assieme al Consiglio Direttivo della SIEM (Delfrati, Allorto, De Natale, Della Casa, Pasoli, Della Bella) il VI Convegno Nazionale della SIEM sul tema “Il Conservatorio di musica centro di cultura e di formazione artistico-professionale – prospettive per la riforma” i cui atti costituiscono importanti documenti di studio. Nel 1978 è eletto presidente dell'Adicom, Associazione Direttori Conservatori di Musica.
Tra il 1977 e il 1983 è particolarmente attivo riguardo alla didattica del pianoforte, della direzione d'orchestra e della scuola musicale in generale, pur mantenendo una certa attività concertistica di pianista, di musica da camera e di direzione d'orchestra in Italia e all'estero.
Nel 1982, con Decreto 2 giugno il Presidente della Repubblica gli ha conferito l'onorificenza di Cavaliere dell'Ordine al Merito della Repubblica Italiana “in considerazione di particolari benemerenze”.
Al 1984 risale l'ideazione della programmazione generale per l'Anno Europeo della Musica 1985 (22 manifestazioni con largo posto alla musica del Novecento).
Tra il 1981 e il 1989 è membro di giurie internazionali di pianoforte (Premio Zanfi – Liszt) e di composizione (European Cultural Foundation, Amsterdam 1985)

## Composizioni

### Opere Strumentali
- Tre pezzi infantili in forma di sonatina, per pianoforte (1941)
- Toccata per la mano sinistra, per pianoforte (1946)
- Reminiscenze schumanniane, per pianoforte (1976)
- Divertimento su un Capriccio di Piatti, per 4 violoncelli o 4 gruppi di violoncelli (1974). Edizioni Zanibon, c1975
- Notturno (... et passeront les nuages), per pianoforte a 4 mani (1981)
- Jeu Parti, per orchestra da camera  (1966)
- Omaggio a Clementi, divertimento per pianoforte e piccola orchestra (Sassari, 1971)

### Opere Vocali
- Tu mia santa solitudine; Io scorro... (due liriche di R. M. Rilke), per canto e pianoforte (Como, 1944)
- Ripenso il tuo sorriso... (E. Montale), per canto e pianoforte (1949)
- Berceuse (da Noces de Sang di García Lorca), per voce e pianoforte (1951)
- Huit poèmes d'Henri el Kayem, per canto e pianoforte (1956)
- Chamber music (5 liriche di J. Joyce), per canto e pianoforte (1963)
- Ionikon (K. Kavafis), per voce e pianoforte (1967)
- Colloque sentimental (P. Verlaine), per voce e pianoforte (1976)
- Quattro Haiku (Anonimo), per canto e pianoforte (1987)
- Schlaflied (R.M. Rilke), per voce e clarinetto (1943)
- Automne (R.M. Rilke), per canto e clarinetto in la (1956)
- Berceuse (da Noces de Sang di García Lorca), per voce e complesso strumentale (1966)
- Huit poèmes d'Henri el Kayem, per voce e orchestra da camera (1956-58)
- De Profundis (salmo 130), per due voci femminili e orchestra d'archi (1965, rev. 1974)
- Salve Regina, per coro misto a cappella (1974-76)
- Salve Regina, per coro femminile e organo
- Schlaflied (R. M. Rilke), per coro femminile a cappella (1976). -Terzo premio, Concorso Internazionale di Composizione “Rencontres Internationales de Chant Choral”, Tours 1983-
- Quattro Haiku (Anonimo), per 4 voci femminili a cappella

### Revisioni e strumentazioni
- François Couperin: Troisième concert royal, elaborazione per flauto, oboe, violoncello e pianoforte di Piero Guarino (1958)
- Claude Debussy: Beau Soir, elaborazione per canto e orchestra d'archi di Piero Guarino
- Virgilio Mortari: Tre pezzi infantili (Preludio, Ninna Nanna, Marcetta), orchestrati per complesso scolastico
- Valentino Bucchi: Una notte in Paradiso cantafavola in un atto, versione per due pianoforti e canto di Piero Guarino, Carisch, Milano 1969
- Valentino Bucchi e Mauro Pezzati: Il Coccodrillo quattro atti in due tempi, riduzione per canto e pianoforte di Piero Guarino, Ricordi, Milano 1970
- Valentino Bucchi: Piccolo concerto (1973) per ottavino o flauto e archi, riduzione di studio per flauto e pianoforte di Piero Guarino, Carisch, Milano, 1979
- Ferdinando Simonis: musiche inedite, a cura di Piero Guarino; studi di Claudio Gallico e Gian Paolo Minardi, Parma, Conservatorio di musica “Arrigo Boito”, 1977